# Pohligshof (Solingen)
Pohligshof ist eine Ortslage in der bergischen Großstadt Solingen.

## Lage und Beschreibung
Der Ort befindet sich zwischen der Bahnstrecke Haan-Gruiten–Köln-Deutz und der Spar- und Bauvereinssiedlung Börkhauser Feld im Grenzgebiet der beiden Solinger Stadtteile Ohligs und Aufderhöhe. Nördlich fließt der Börkhauser Bach, der bei Börkhaus entspringt und bei Hackhausen in den Viehbach mündet. Die zu dem Ort gehörenden Gebäude befinden sich am Ende der Straße Pohligshof, die von der Uhlandstraße abzweigt. Bei Pohligshof führt die Straße durch einen kleinen Tunnel unterhalb der Bahnstrecke auf die andere Seite in Richtung Bodlenberg und Bonner Straße. Benachbarte Orte sind bzw. waren (von Nord nach West): Barl, Wiefeldick, Auenberg, Börkhaus, Nußbaum, Haalsiepen, Tränke, Bodlenberg und Hackhauser Hof.

## Etymologie
Der Name des Ortes leitet sich von dem Familiennamen Pohlig ab.

## Geschichte
Die Bergisch-Märkische Eisenbahn-Gesellschaft (BME) trassierte zwischen 1864 und 1867 die Bahnstrecke Gruiten–Köln-Deutz in Nord-Süd-Richtung von Caspersbroich bis Landwehr quer durch das heutige Solinger Stadtgebiet. Bei der Hofschaft Hüttenhaus legte man den Bahnhof Ohligs-Wald an, den späteren Solinger Hauptbahnhof.
Pohligshof entstand Ende des 19. Jahrhunderts unmittelbar östlich der Bahntrasse. In der Topographischen Karte des Regierungsbezirks Düsseldorf von 1871 ist der Ort noch nicht verzeichnet. Er erscheint erst in der Preußischen Neuaufnahme von 1893 sowie auf der Karte Stadt- und Landkreis Solingen des Landmessers August Hofacker von 1898. Pohligshof gehörte zur Stadt Merscheid, die 1891 in Ohligs umbenannt wurde. Der Ort lag dabei unmittelbar an der Grenze zur Nachbarstadt Höhscheid.
Die Gemeinde- und Gutbezirksstatistik der Rheinprovinz führt den Ort 1871 mit fünf Wohnhäusern und 25 Einwohnern auf. Im Gemeindelexikon für die Provinz Rheinland von 1888 werden sieben Wohnhäuser mit 39 Einwohnern angegeben. 1895 besitzt der Ortsteil sieben Wohnhäuser mit 44 Einwohnern.
Mit der Städtevereinigung zu Groß-Solingen im Jahre 1929 wurde Pohligshof ein Ortsteil Solingens.